# Ди Нови, Дениз
Дени́з Ди Нови (англ. Denise Di Novi; род. 21 марта 1956) — американский кинопродюсер, известная работой над картинами «Эдвард Руки-ножницы», «Бэтмен возвращается», «Маленькие женщины» и другими.

## Биография
Родилась 21 марта 1956 года в Шерман Окс, Лос-Анджелес, штат Калифорния, США. Двоюродная сестра продюсера Мэтью Копполы и актрисы Алисии Копполы. Её отец, музыкант, работал с Дорис Дэй.
Получила образование в области коммуникаций в колледже Симмонс, женском институте в Бостоне, штат Массачусетс.

## Карьера
Начала работу в кинематографе в 1980 году. В 1983 году стала помощником продюсера фильмов «От имени всех своих» и «Вояки». Начиная с 1989 года спродюсировала более 40 фильмов и телесериалов.

## Фильмография

### Продюсер
- Маленькие женщины / Little Women (2019)
- Наваждение / Unforgettable (2017)
- Фокус / Focus (2015)
- Второй шанс / Danny Collins (2014)
- Если я останусь / If I Stay (2014)
- Ты — не ты / You’re Not You (2014)
- Лучшее во мне / The Best of Me (2014)
- Счастливчик / The Lucky One (2012)
- Эта дурацкая любовь / Crazy, Stupid, Love (2011)
- Монте-Карло / Monte Carlo (2011)
- Рамона и Бизус / Ramona and Beezus (2010)
- Ночи в Роданте / Nights in Rodanthe (2008)
- Джинсы-талисман 2 / The Sisterhood of the Traveling Pants 2 (2008)
- Везунчик / Lucky You (2007)
- Джинсы-талисман / The Sisterhood of the Traveling Pants (2005)
- Мгновения Нью-Йорка / New York Minute (2004)
- Женщина-кошка / Catwoman (2004)
- Чего хочет девушка / What a Girl Wants (2003)
- Спеши любить / A Walk to Remember (2002)
- Соблазн / Original Sin (2001)
- Послание в бутылке / Message in a Bottle (1999)
- Практическая магия / Practical Magic (1998)
- Почти герои / Almost Heroes (1998)
- Джеймс и гигантский персик / James and the Giant Peach (1996)
- Маленькие женщины / Little Women (1994)
- Эд Вуд / Ed Wood (1994)
- Юнга / Cabin Boy (1994)
- Кошмар перед Рождеством / The Nightmare Before Christmas (1993)
- Бэтмен возвращается / Batman Returns (1992)
- Семейство Эпплгейтов / Meet the Applegates (1991)
- Эдвард Руки-ножницы / Edward Scissorhands (1990)
- Смертельное влечение / Heathers (1989)

### Режиссёр
- Кости / Bones (2017) (эпизод «The Final Chapter: The Flaw in the Saw»)
- Наваждение / Unforgettable (2017)
- Подлый Пит / Sneaky Pete (2018) (эпизод «Buffalo Soldiers»)
- Чужестранка / Outlander (2018) (эпизоды «Blood of My Blood», «Savages»)
- Рэй Донован / Ray Donovan (2018) (эпизод «Dream On»)

## Награды и номинации
| Год  | Награда                                        | Категория                                        | Работа                     | Результат |
| ---- | ---------------------------------------------- | ------------------------------------------------ | -------------------------- | --------- |
| 1990 | Независимый дух                                | Лучший дебютный фильм                            | Смертельное влечение       | Победа    |
| 1994 | Awards Circuit Community Awards                | Лучший фильм                                     | Эд Вуд                     | Номинация |
| 1994 | The Stinkers Bad Movie Awards                  | Худший фильм                                     | Юнга                       | Номинация |
| 1996 | Энни                                           | Лучшее индивидуальное достижение: Продюсирование | Джеймс и гигантский персик | Номинация |
| 1997 | Спутник                                        | Лучший анимационный фильм                        | Джеймс и гигантский персик | Номинация |
| 2020 | Awards Circuit Community Awards                | Лучший фильм                                     | Маленькие женщины          | Номинация |
| 2020 | Chicago Independent Film Critics Circle Awards | Лучший фильм                                     | Маленькие женщины          | Номинация |
| 2020 | Online Film & Television Association Award     | Лучший фильм                                     | Маленькие женщины          | Номинация |